# Avalanchediod

Spännings-ström beroende för en Avalanchediod

En Avalanchediod är en diod som leder i motsatt riktning när motsatt polaritet närmar sig break-down-spänningen. Dessa är elektroniskt väldigt lika zenerdioder och kallas ofta oegentligt för zenerdioder men de börjar leda av helt andra anledningar dvs lavin-effekten. Detta uppstår när det motsatta fältet över pn-övergången orsakar en våg av jonifiering som man kallar lavin, vilka leder till en stor ström. Lavin-dioder är designade för att bryta ihop vid en väldefinierad motsatt spänning utan att gå sönder. Skillnaden mellan lavin-dioden (som bryter ihop vid 6,2V) och zenerdioden är att kanallängden av den föregående överstiger "medelvägslängden" hos elektronerna så att det finns kollisioner mellan dom i det fria. Den enda praktiska skillnaden mellan dessa och zenerdioder är att deras temperaturkoefficienter är av motsatt polaritet.